# Khamagmongoler
Khamagmongoler eller Khamag Mongol var en mongolisk nomadisk folkgrupp. Khamagmongolerna grundades av Djingis khans farfars far Kabul khan efter att khitanernas Liaodynastin fallit 1125. Khamagmongolerna var en stor maktfaktor i Mongoliet fram tills Kutula khan avlidit i strider med tatarerna 1164, varefter mongolerna splittrades upp ett flertal mindre klander. Khamagmongolerna blev då kraftigt försvagade och Yesugei (Kabul khans barnbarn och Djingis khans far) ledde en betydligt mindre grupp än hans förfäder gjort. 1206 enade Djingis khan slutligen de mongoliska stammarna som då upptogs i Mongolväldet.

## Regentlängd
| Nr | Namn                    | Regeringstid | Not.                                                                                     |
| -- | ----------------------- | ------------ | ---------------------------------------------------------------------------------------- |
| 1  | Kabul khan              | –1148/1150   |                                                                                          |
| 2  | Ambakai khan            | 1149–1156    |                                                                                          |
| 3  | Kutula khan             | 1156–1164    |                                                                                          |
| 4  | Yesugei                 | 1164–1171    |                                                                                          |
| 5  | Temüdjin (Djingis khan) | –1206 (1227) | Efter mongolernas enande 1206 regerade Djingis khan mongolväldet fram till sin död 1227. |